# 1000 и једна клопка
1000 и једна клопка је епизода серијала Мали ренџер (Кит Телер) објављена у Лунов магнус стрипу бр. 295. Епизода је изашла 10. марта 1978. године, имала 112 страна, и коштала 10 динара. Насловна страница је репродукција оригиналне насловнице, коју нацртао Франко Донатели. Издавач је био Дневник из Новог Сада.

## Оригинална епизода
Оригинална епизода под називом Le mille e una trappola изашла је у Италији у издању Sergio Bonnelli Editore у мају 1974. године под редним бројем 126. Коштала је 250 лира. Епизоду је нацртао Франческо Гамба.

## Кратак садржај
Након што га спашава од индијанаца, Кит води шкотског лорда Карнабија у утврђење ренџера. Лорд позива Кларету да у његовом дворцу у Невади проведе месец дана као гост. Кларета прихвата позив, те заједно са Китом и Ани Четири пиштоља креће на пут. Након доласка у дворац, Кит, Кларета и Ани упознају младог Карнабија, лордовог синовца, и служавку гђу Марпл. Гости ускоро сазнају да је дворац место препуно опасности. Оно што је требало да прође као месец дана пријатног одмора, претвара се у ноћну мору из које су Кит, Кларета и Ани једва извукли живу главу.